# Conus cumingii
Conus cumingii é uma espécie de gastrópode do gênero Conus, pertencente à família Conidae.